# Kakaóbarna susulyka
A kakaóbarna susulyka (Inocybe grammata) a susulykafélék családjába tartozó, Európában és Észak-Amerikában honos, lomberdőkben és fenyvesekben élő, mérgező gombafaj.

## Megjelenése

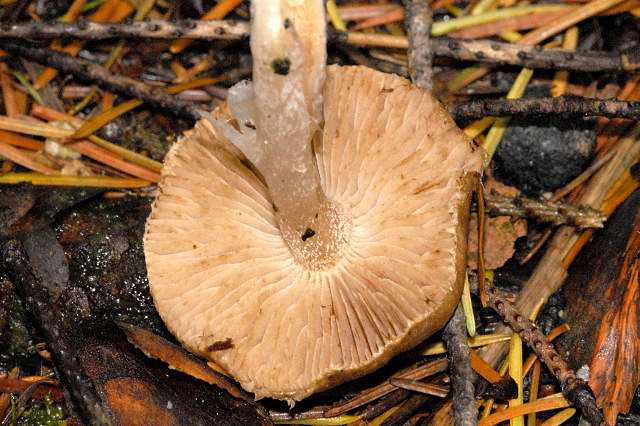

A kakaóbarna susulyka kalapja 2-6 (7) cm széles, alakja eleinte kúpos, később domború, a közepén széles púppal. Felszíne sima, szinte selymes. Színe fiatalon fehér, később világosbarna, sárgásbarna, középen sötétbarna, gesztenyebarna (sokszor szürkésfehér burokmaradványokkal), a szélén húsvöröses vagy kakaóbarnás, felszíne pikkelyes.
Húsa fehér, a tönkben húsvörös. Szaga kissé spermaszerű.  
Sűrű lemezei kissé tönkhöz nőttek, majdnem szabadon állók. Színük fiatalon fehér, később szürkésvöröses, öregen olajbarna. Szélük finom, fehéres pillákkal borított. 
Tönkje 3-6 cm magas és 0,6-0,9 cm vastag. Alakja hengeres, alján peremes gumó található, ez kevéssé vöröses mint a tönk többi része.  Színe fiatalon vörös árnyalatú fehér, később húsvöröses vagy rózsaszínes, fehér hosszanti rostokkal. Idősen vörösokkeressé, téglavörössé válik, csak gumó alsó része marad fehéres.
Spórapora barna. Spórája megnyúlt, egyenetlen felszínű, mérete 6,7-7,6 x 5-6 µm. 

### Hasonló fajok
Az olajsárga susulyka, az illatos susulyka vagy a foltos susulyka hasonlíthat hozzá.  

## Elterjedése és termőhelye
Európában és Észak-Amerikában honos. 
Lomberdőkben és fenyvesekben, utak mentén él, többnyire meszes, homokos talajon. Nyártól kora őszig terem.
Mérgező, muszkarint tartalmaz.